# WTA Prague Open
WTA Prague Open, oficiálně Livesport Prague Open, je profesionální tenisový turnaj žen hraný v české metropoli Praze. Probíhá v červenci na tvrdém povrchu GreenSet v Tenisovém klubu Sparta Praha. V roce 2024 se přechodně kvůli olympiádě vrátil na antuku, na níž se konal již v období 2010–2020. Od sezóny 2021 se na okruhu WTA Tour řadí do kategorie WTA 250.
V letech 2010–2014 probíhal pod názvem Sparta Prague Open na nižším okruhu ITF. Od roku 2011 se konal s maximální možnou dotací 100 tisíc dolarů. V období 2015–2020 byl pojmenován J&T Banka Prague Open. Na okruhu WTA Tour patřil v jarním termínu do kategorie International. Od sezóny 2023 představuje jedinou českou událost v nejvyšší úrovni ženského i mužského tenisu, ATP a WTA Tour. Generálním partnerem se v roce 2021 stala technologická společnost Livesport.

## Historie
Prague Open je od sezóny 2021 hrán v červencovém týdnu po Wimbledonu. Do soutěže dvouhry nastupuje třicet dva hráček a čtyřhry se účastní šestnáct párů. Ředitelem se pro ročník 2022 stal Miroslav Malý. V letech 2020–2021 jím byl David Trunda. Do roku 2019 tuto funkci zastávala Petra Černošková a v rámci okruhu ITF Petr Luxa.
Turnaj byl založen v roce 2010 a jeho první vítězkou se stala Lucie Hradecká. Ročník 2014 vyhrála Britka Heather Watsonová, která ve finále porazila Annu Karolínu Schmiedlovu. Deblovou soutěž 2014 ovládl druhý nasazený pár Lucie Hradecká a Michaëlla Krajiceková.

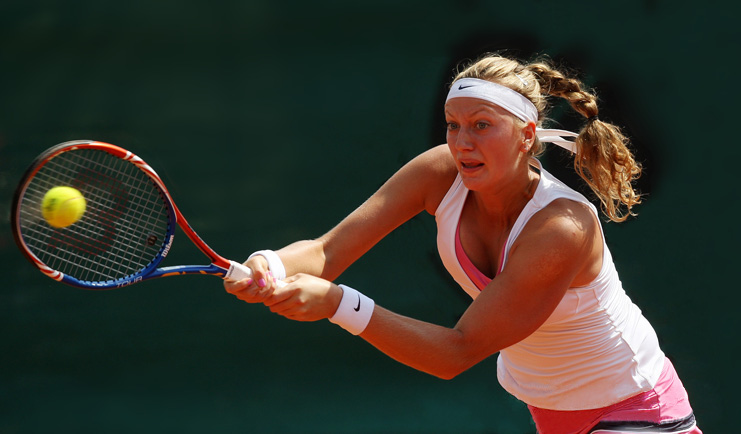
Petra Kvitová jako finalistka ročníku 2011

V roce 2015 činila dotace 250 tisíc dolarů a dle pravidel na něm mohla startovat jediná hráčka elitní světové desítky. V listopadu 2015 vedení WTA schválilo navýšení rozpočtu na 500 tisíc dolarů, což znamenalo možnou účast dvou tenistek z první desítky. V reakci na přijetí požadavku bylo oznámeno, že se ročníku 2016, konaného v dubnu, zúčastní Lucie Šafářová i Karolína Plíšková, které byly zařazeny na listinu Top 10 hráček pro přihlašování do turnajů okruhu WTA Tour 2016. Od sezóny 2017 byl celkový rozpočet opět snížen na částku 250 000 dolarů.
V březnu 2020 byla profesionální sezóna přerušena pro pandemii koronaviru. Došlo tak ke zrušení J&T Banka Prague Open plánovaného na přelom dubna a května. Po obnovení okruhu v srpnu 2020 proběhl ve druhém hracím týdnu Prague Open 2020, zařazený do kalendáře na konci června. Konal se bez diváků a vítězkou dvouhry se stala 28letá rumunská světová dvojka Simona Halepová, nejvýše postavená šampionka v historii turnaje. V sezóně 2021 byl turnaj přesunut do červencového týdne po skončení Wimbledonu a antuku nahradil tvrdý betonový povrch. Kapacita centru během antukového turnaje činí 2 500 diváků, dvorec č. 1 pojme 650 návštěvníků a dvojka má 200 míst. Po přechodu na tvrdý povrch v roce 2021 celková kapacita areálu – centrkurtu, kurtu 1 a kurtu 2, činila 525 míst.

## Rekordy

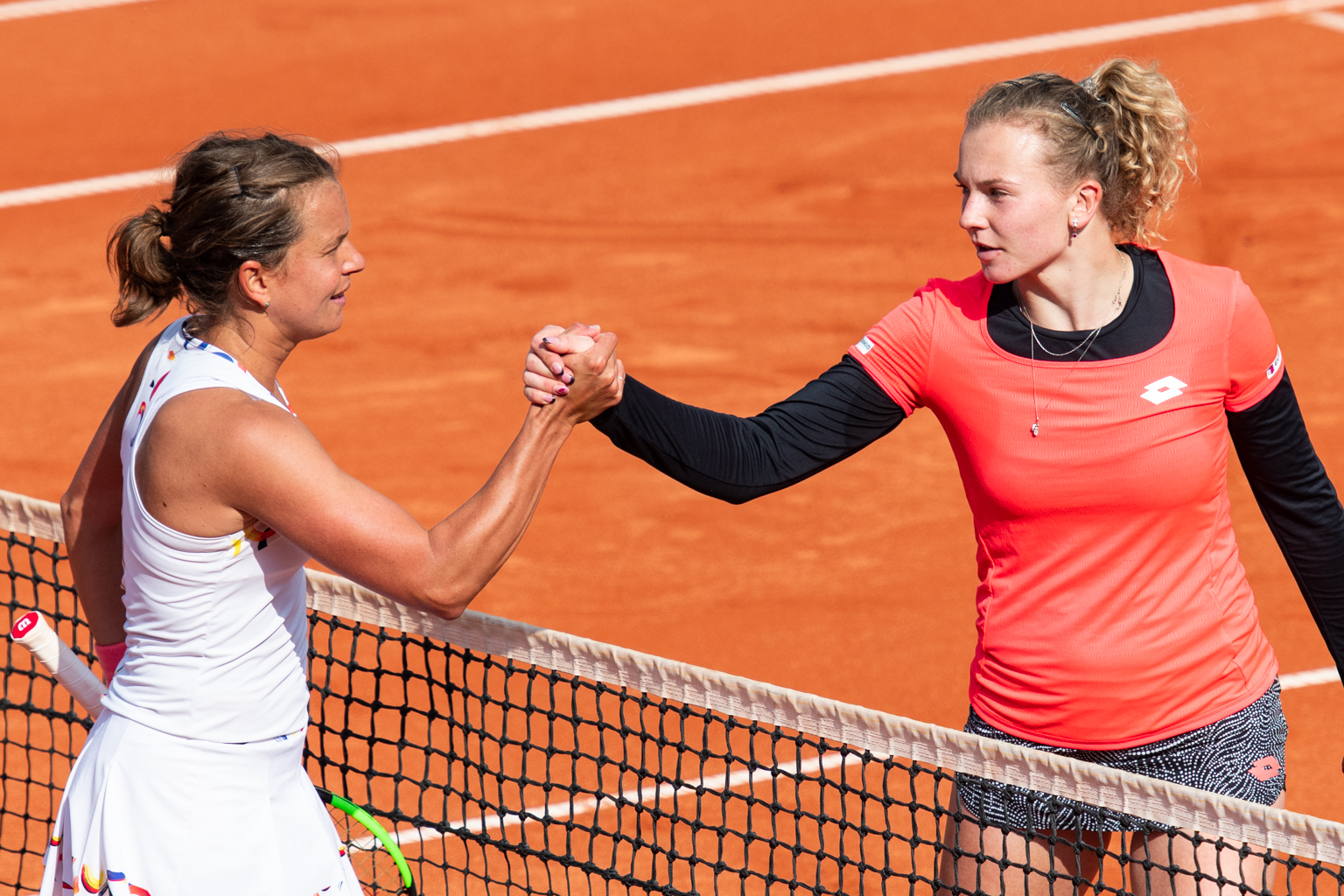
Podání rukou Strýcové se Siniakovou po čtvrtfinále ročníku 2019

Nejvíce 11 českých singlistek zasáhlo do Prague Open 2025, který vytvořil i rekord otevřené éry s osmi Češkami ve druhém kole v rámci všech turnajů nejvyššího okruhu. Šest českých čtvrtfinalistek, rekordní počet open éry v rámci českých žen, hrálo na Prague Open 2015. Tři Češky v semifinále se představily v ročnících 2015 a 2025, čímž také vytvořily rekord českých tenistek v této fázi nejvyššího okruhu.
Vícenásobnými vítězkami dvouhry jsou Lucie Šafářová s třemi tituly a Marie Bouzková s dvěma trofejemi. Šafářová však dvakrát triumfovala v rámci ročníků nižšího okruhu ITF.

## Vývoj názvu turnaje
- 2010–2014: Sparta Prague Open
- 2015–2020: J&T Banka Prague Open, titulární partner J&T Banka
- 2020: Prague Open, dodatečně zařazený turnaj
- od 2021: Livesport Prague Open, titulární partner Livesport

## Přehled kategorií
| Okruh ITF - 2010: ITF 50 000 $ - 2011–2013: ITF 100 000 $ - 2014: ITF 100 000 $+H | Okruh WTA Tour - 2015–2020: WTA International - od 2021: WTA 250 |

## Přehled finále

### Dvouhra
| Rok  | vítězka              | finalistka                | výsledek           |
| ---- | -------------------- | ------------------------- | ------------------ |
| 2010 | Lucie Hradecká       | Ajla Tomljanovićová       | 6–1, 7–6(7–4)      |
| 2011 | Magdaléna Rybáriková | Petra Kvitová             | 6–3, 6–4           |
| 2012 | Lucie Šafářová       | Klára Zakopalová          | 6–3, 7–5           |
| 2013 | Lucie Šafářová (2)   | Alexandra Cadanțuová      | 3–6, 6–1, 6–1      |
| 2014 | Heather Watsonová    | Anna Karolína Schmiedlová | 7–6(7–5), 6–0      |
| 2015 | Karolína Plíšková    | Lucie Hradecká            | 4–6, 7–5, 6–3      |
| 2016 | Lucie Šafářová (3)   | Samantha Stosurová        | 3–6, 6–1, 6–4      |
| 2017 | Mona Barthelová      | Kristýna Plíšková         | 2–6, 7–5, 6–2      |
| 2018 | Petra Kvitová        | Mihaela Buzărnescuová     | 4–6, 6–2, 6–3      |
| 2019 | Jil Teichmannová     | Karolína Muchová          | 7–6(7–5), 3–6, 6–4 |
| 2020 | Simona Halepová      | Elise Mertensová          | 6–2, 7–5           |
| 2021 | Barbora Krejčíková   | Tereza Martincová         | 6–2, 6–0           |
| 2022 | Marie Bouzková       | Anastasija Potapovová     | 6–0, 6–3           |
| 2023 | Nao Hibinová         | Linda Nosková             | 6–4, 6–1           |
| 2024 | Magda Linetteová     | Magdalena Fręchová        | 6–2, 6–1           |
| 2025 | Marie Bouzková (2)   | Linda Nosková             | 2–6, 6–1, 6–3      |

### Čtyřhra
| Rok  | vítězky                                    | finalistky                                  | výsledek              |
| ---- | ------------------------------------------ | ------------------------------------------- | --------------------- |
| 2010 | Xenija Lykinová Maša Zecová Peškiričová    | Petra Cetkovská Eva Hrdinová                | 6–3, 6–4              |
| 2011 | Petra Cetkovská Michaëlla Krajiceková      | Lindsay Lee-Watersová Megan Moulton-Levyová | 6–2, 6–1              |
| 2012 | Alizé Cornetová Virginie Razzanová         | Akgul Amanmuradovová Casey Dellacquová      | 6–2, 6–3              |
| 2013 | Renata Voráčová Barbora Záhlavová-Strýcová | Irina Falconiová Eva Hrdinová               | 6–4, 6–0              |
| 2014 | Lucie Hradecká Michaëlla Krajiceková (2)   | Andrea Hlaváčková Lucie Šafářová            | 6–3, 6–2              |
| 2015 | Kateřina Siniaková Belinda Bencicová       | Eva Hrdinová Kateryna Bondarenková          | 6–2, 6–2              |
| 2016 | Margarita Gasparjanová Andrea Hlaváčková   | María Irigoyenová Paula Kaniová             | 6–4, 6–2              |
| 2017 | Anna-Lena Grönefeldová Květa Peschkeová    | Lucie Hradecká Kateřina Siniaková           | 6–4, 7–6(7–3)         |
| 2018 | Nicole Melicharová Květa Peschkeová (2)    | Mihaela Buzărnescuová Lidzija Marozavová    | 6–4, 6–2              |
| 2019 | Anna Kalinská Viktória Kužmová             | Nicole Melicharová Květa Peschkeová         | 4–6, 7–5, [10–7]      |
| 2020 | Lucie Hradecká (2) Kristýna Plíšková       | Monica Niculescuová Ioana Raluca Olaruová   | 6–2, 6–2              |
| 2021 | Marie Bouzková Lucie Hradecká (3)          | Viktória Kužmová Nina Stojanovićová         | 7–6(7–3), 6–4         |
| 2022 | Anastasija Potapovová Jana Sizikovová      | Angelina Gabujevová Anastasija Zacharovová  | 6–3, 6–4              |
| 2023 | Nao Hibinová Oxana Kalašnikovová           | Quinn Gleasonová Elixane Lechemiová         | 6–7(7–9), 7–5, [10–3] |
| 2024 | Barbora Krejčíková Kateřina Siniaková (2)  | Bethanie Mattek-Sandsová Lucie Šafářová     | 6–3, 6–3              |
| 2025 | Nadija Kičenoková Makoto Ninomijová        | Lucie Havlíčková Laura Samson               | 1–6, 6–4, [10–7]      |

## Galerie

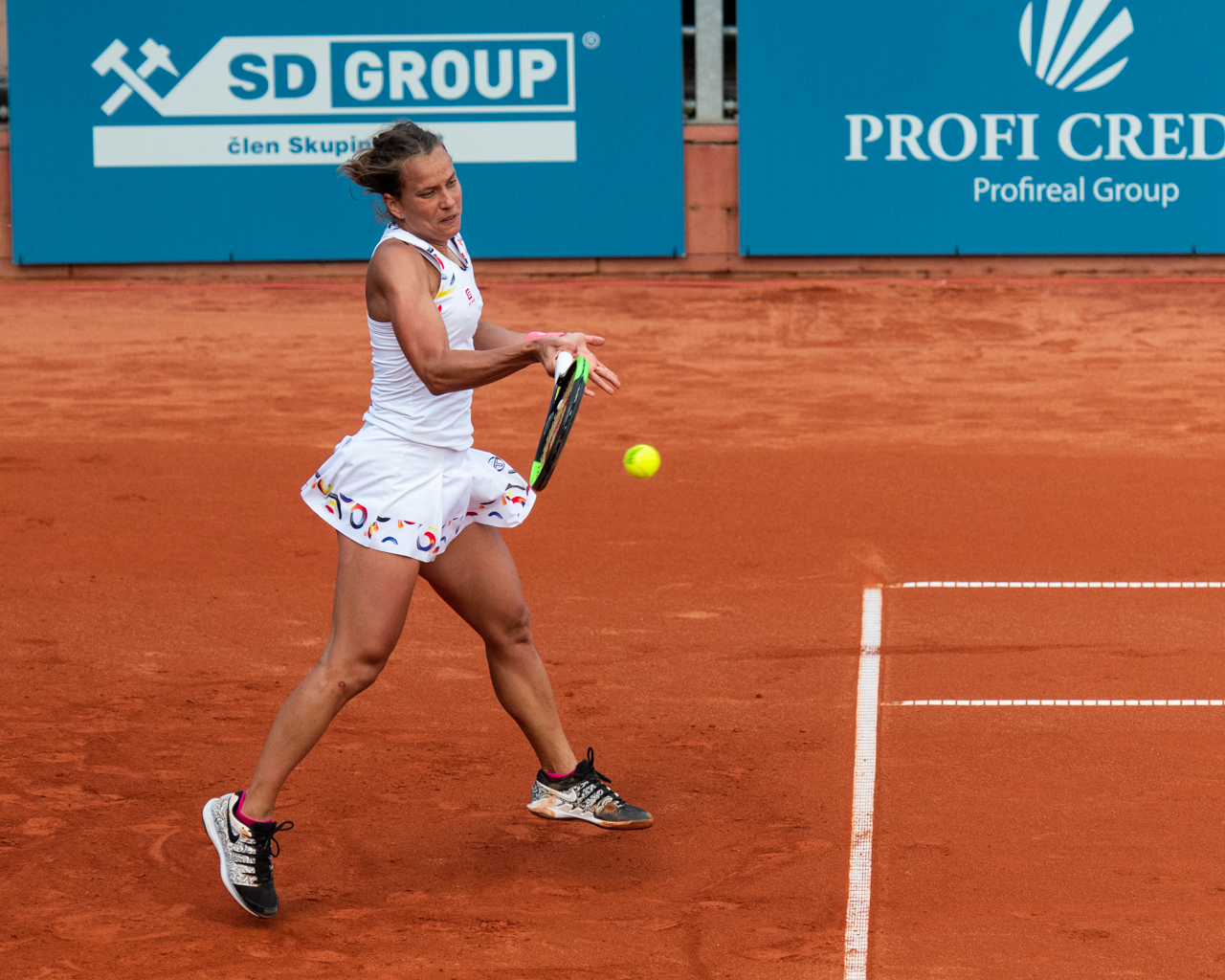
Barbora Strýcová
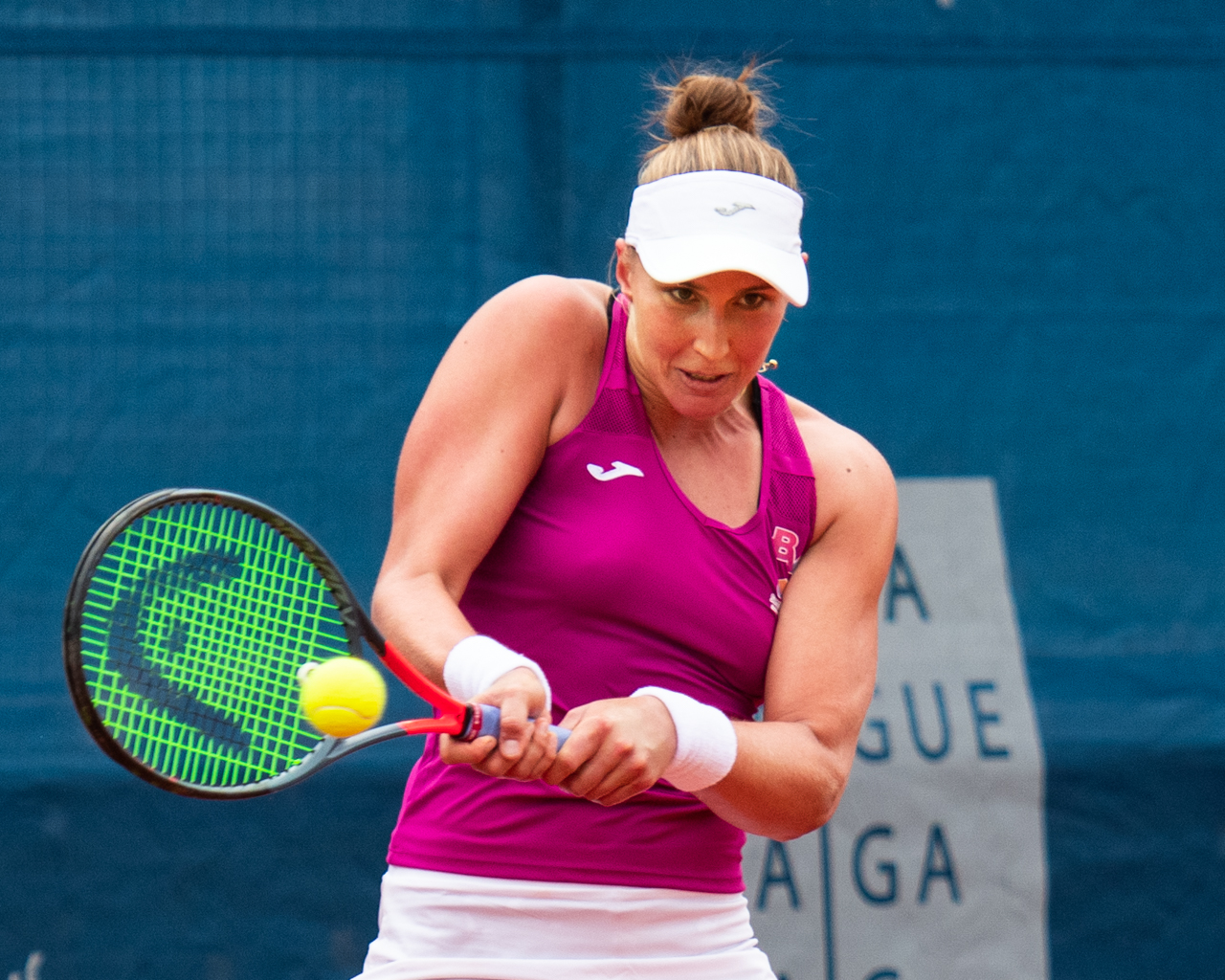
Beatriz Haddad Maiová
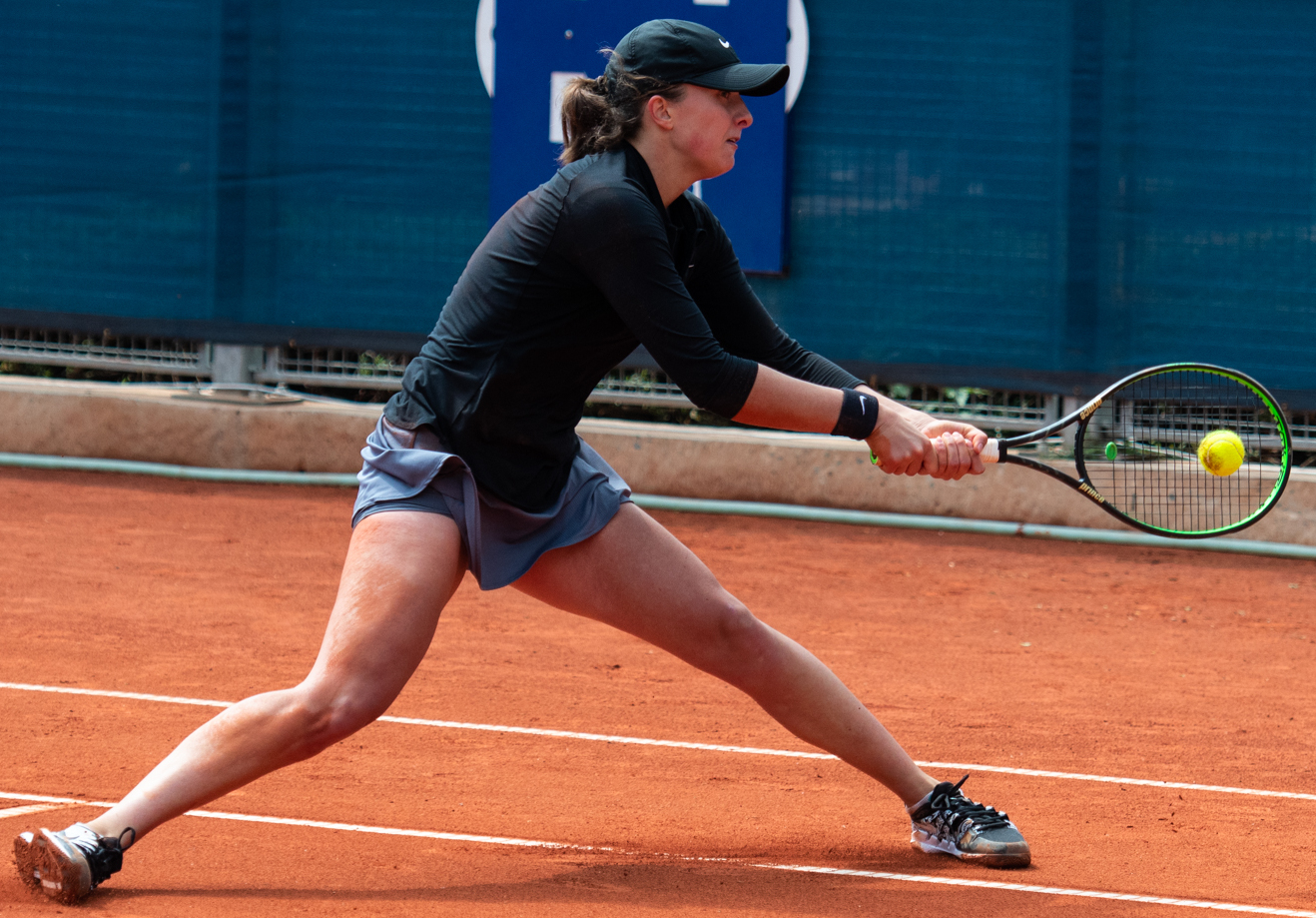
Iga Świąteková
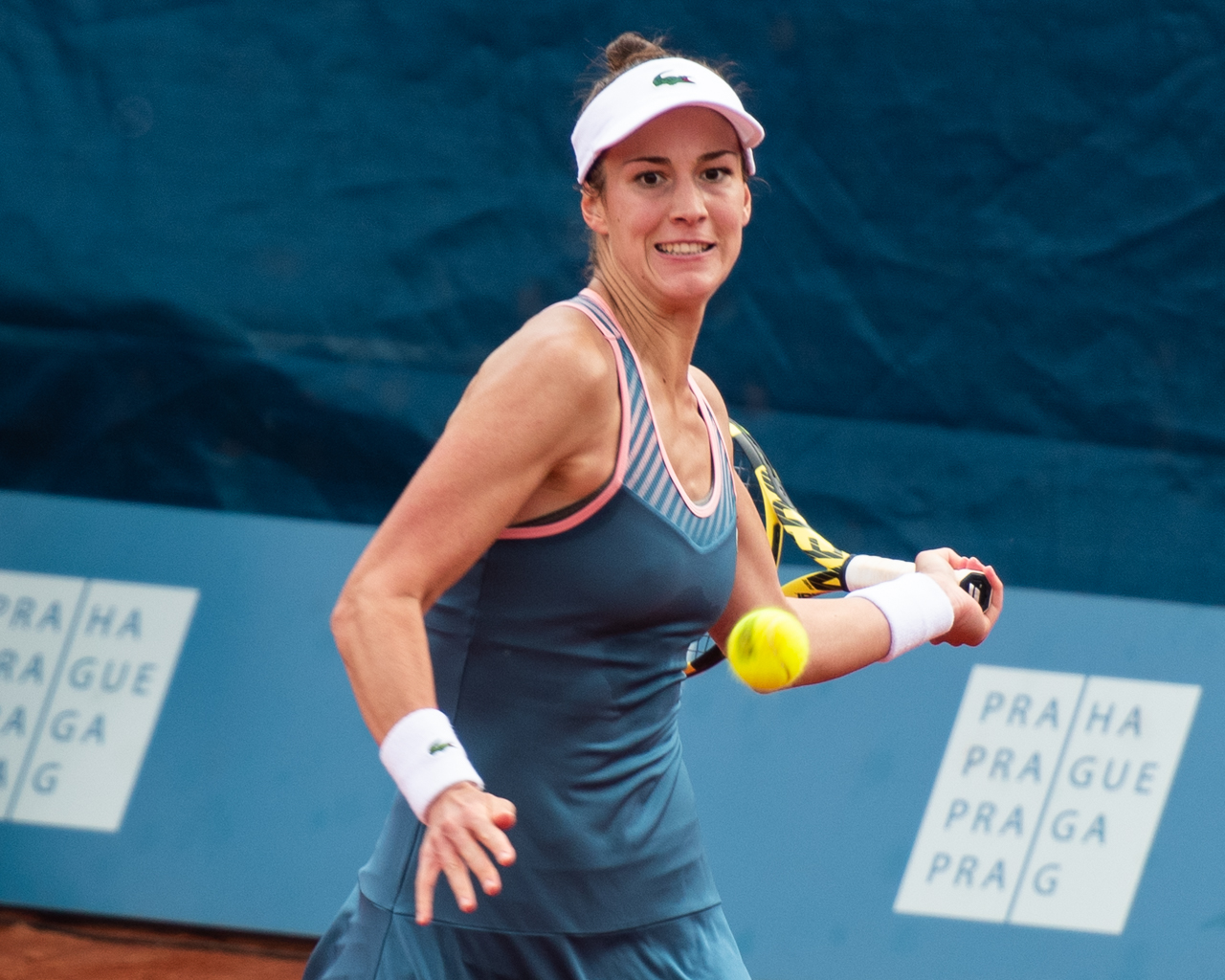
Bernarda Peraová
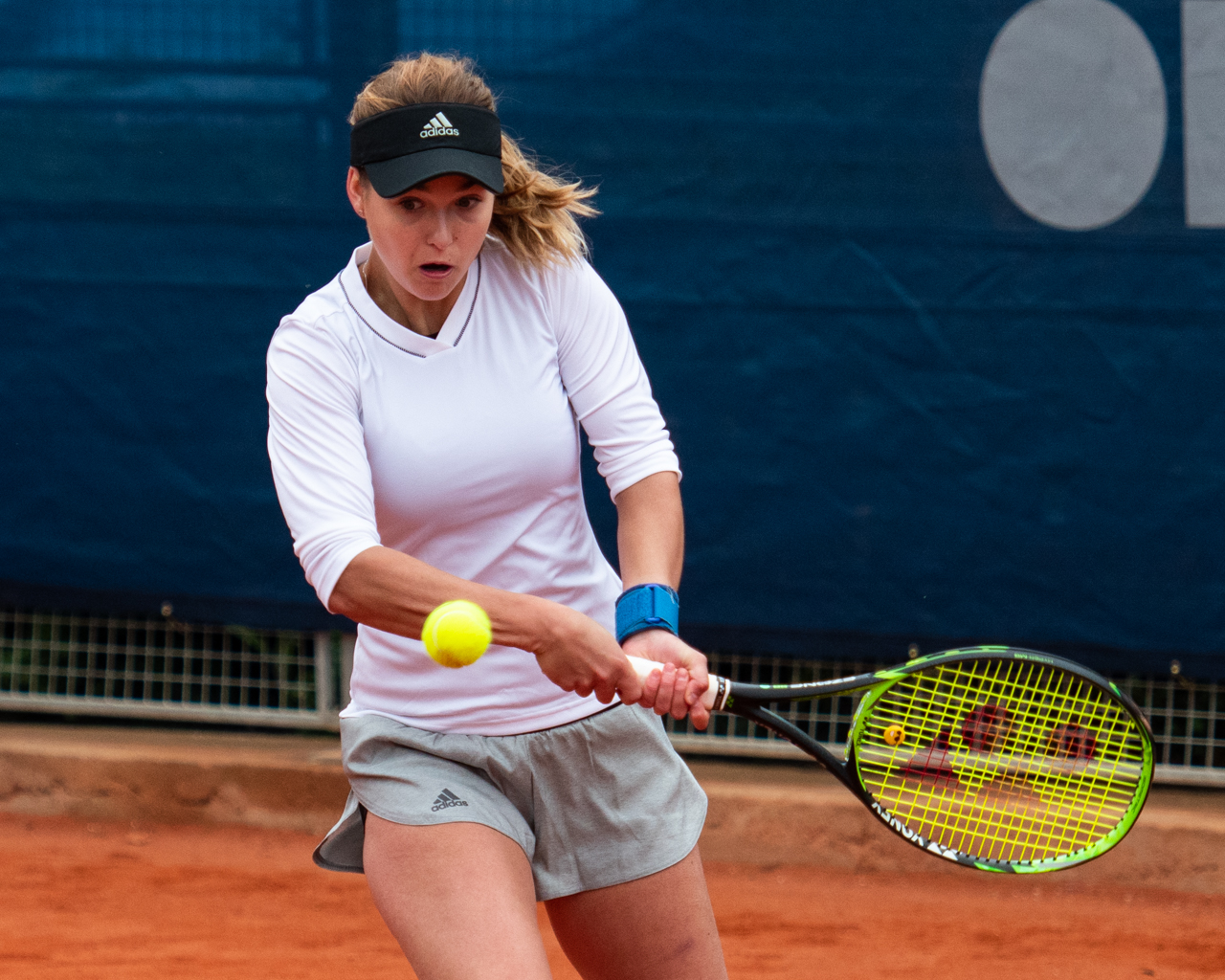
Anna Kalinská
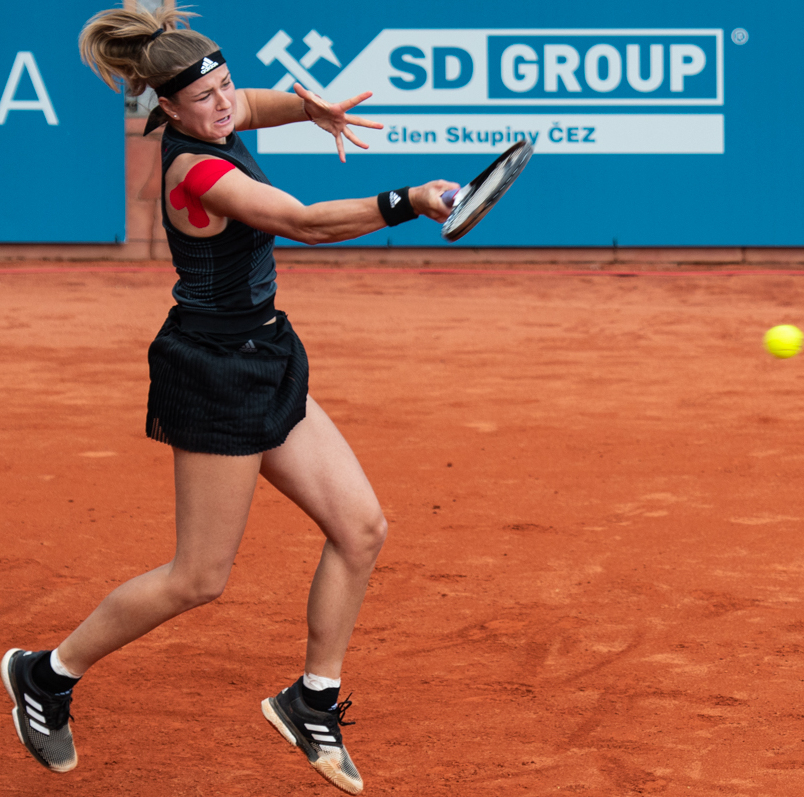
Karolína Muchová
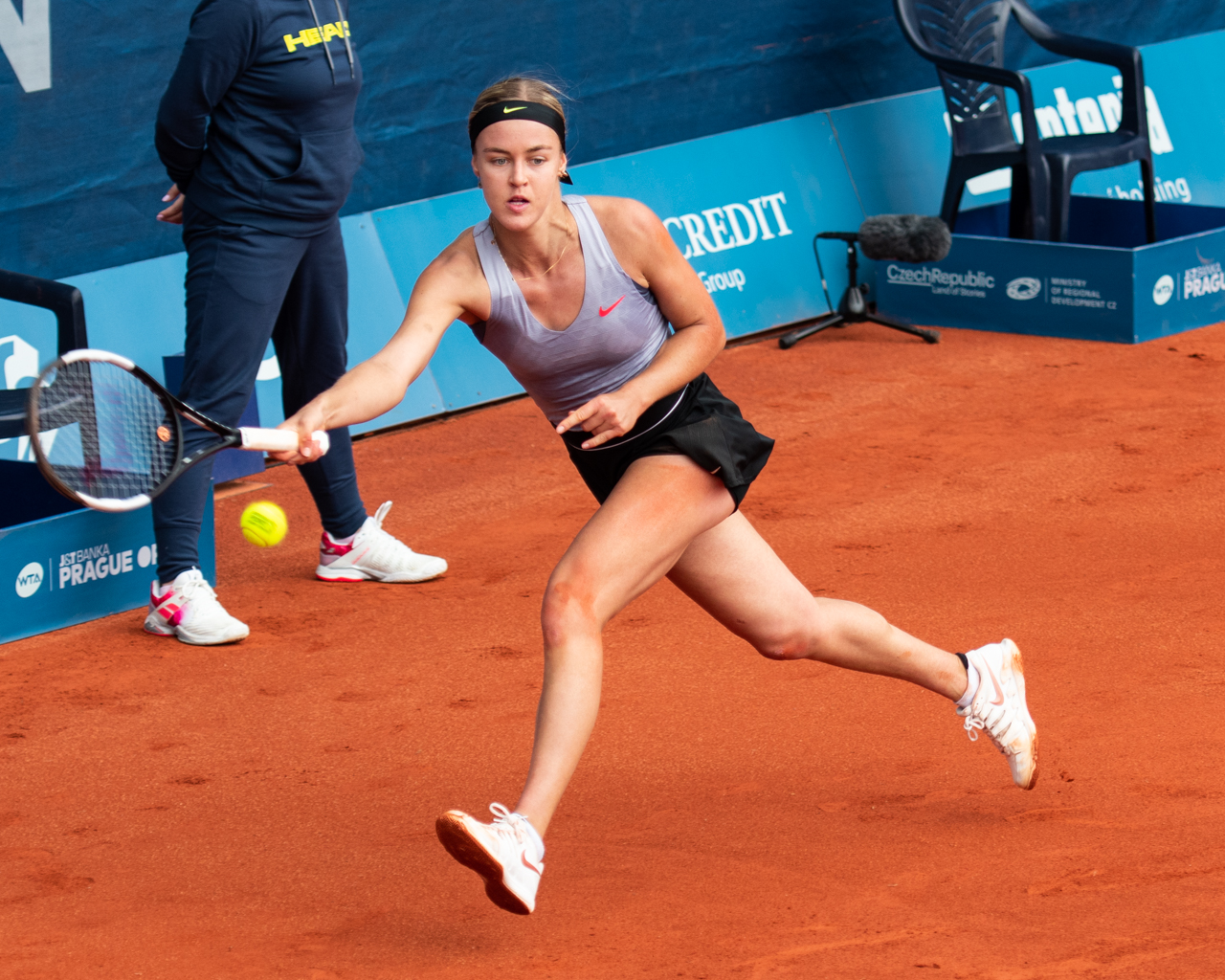
Anna Karolína Schmiedlová
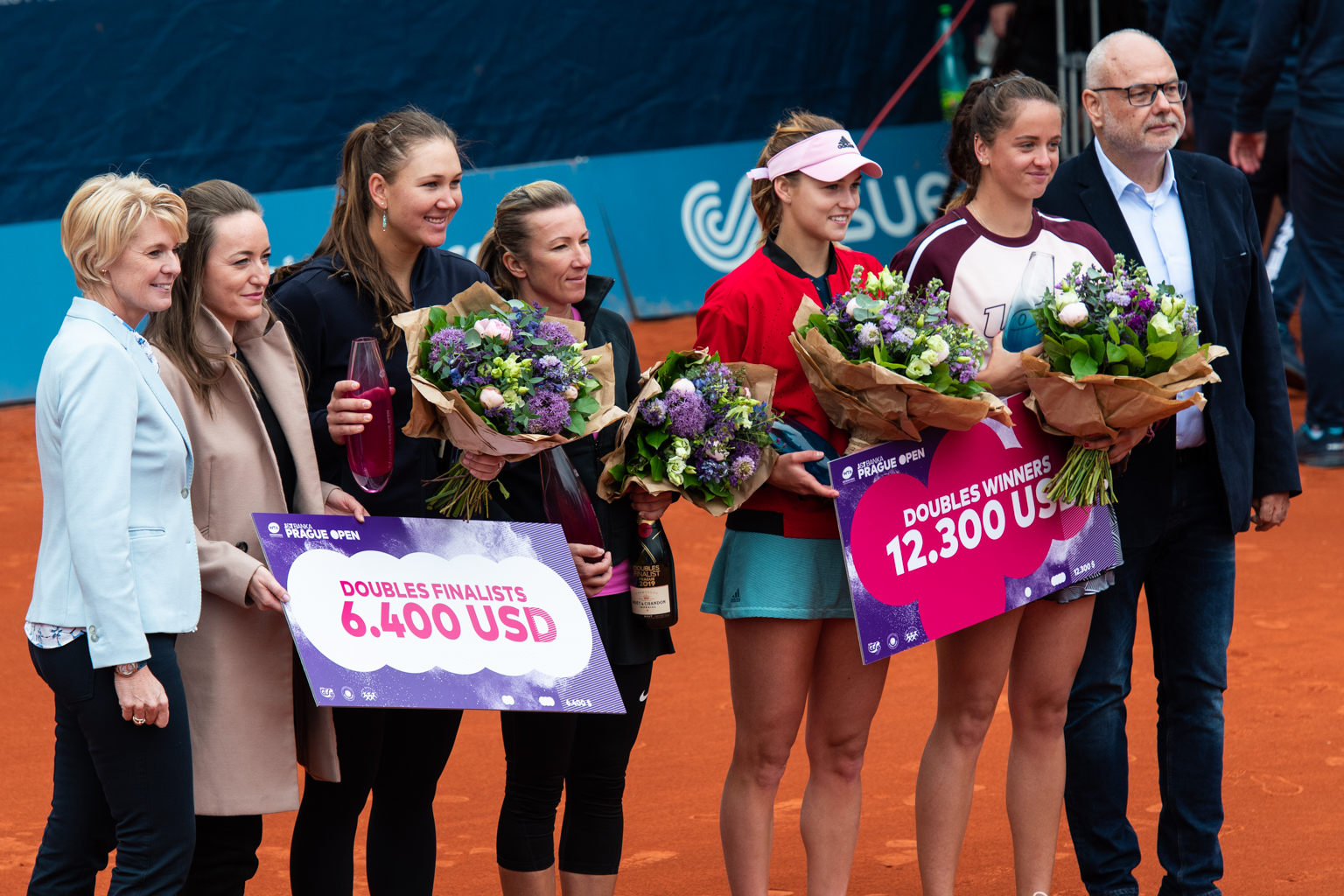
Vítězky a finalistky čtyřhry 2019